# Ole Olsen
Pour les articles homonymes, voir Olsen.
Ole Olsen, nom de scène de John Sigvard Olsen, est un acteur américain né le 6 novembre 1892 à Peru (Indiana) et mort le 26 janvier 1963 à Albuquerque au Nouveau-Mexique.
Il a constitué un duo avec Chic Johnson dans le théâtre vaudeville et au cinéma, intitulé Olsen & Johnson.

## Filmographie partielle
- 1911 : A Victim of the Mormons d'August Blom
- 1931 : Fifty Million Frenchmen de Lloyd Bacon
- 1931 : Gold Dust Gertie de Lloyd Bacon
- 1936 : Country Gentlemen de Ralph Staub
- 1939 : Boy Friend de James Tinling
- 1941 : Hellzapoppin de H. C. Potter
- 1943 : Symphonie loufoque (Crazy House) d'Edward F. Cline
- 1944 : Chasseurs de fantômes (Ghost Catchers) d'Edward Cline
- 1945 : Voyez mon avocat (See My Lawyer) d'Edward F. Cline